# 1-ウンデカノール
1-ウンデカノール(1-Undecanol)は、脂肪族アルコールである。無色、水に不溶で、融点は19℃、沸点は243℃である。消防法に定める第4類危険物 第3石油類に該当する。

## 利用と製造
花や柑橘のような香りと脂肪の風味を持ち、食品添加物として用いられる。アナログのアルデヒドである1-ウンデカナールを還元して作られる。

## 天然
1-ウンデカノールは、果実（リンゴやバナナ）、バター、卵、豚肉等、多くの食物に含まれる。

## 毒性
1-ウンデカノールは、皮膚や目、肺を刺激する。摂取の際の毒性は、エタノールと同程度である。